# Jelcz M070
Jelcz M070 – prototypowy autobus miejski, produkowany przez Jelczańskie Zakłady Samochodowe.

## Historia[1]
W roku 1995, podczas Międzynarodowych Targów Poznańskich, Jelcz zaprezentował prototyp małego średniopodłogowego autobusu miejskiego, oznaczonego symbolem M070. Pojazd zbudowany został na podwoziu Csepel 613.028. Napędzany był umieszczonym na zwisie tylnym silnikiem Cummins 4BTAA o maksymalnej mocy 122 KM, który współpracował z trzystopniową przekładnią automatyczną Voith Midimat 120BR. Masa własna pojazdu wynosiła 5300 kg, natomiast masa całkowita – 8500 kg.
Autobus otrzymał oryginalne nadwozie z charakterystyczną, pochyloną ścianą przednią oraz okrągłymi reflektorami. Równie oryginalną stylistykę zastosowano w ścianie tylnej. Nie była to jednak konstrukcja jelczańska, ale nadwozie małego autobusu Csepel Lyra, zmontowane w Zakładach „Jelcz” z gotowych elementów.
Oś przednia oraz tylny most typu Raba A-005-2, zawieszone zostały na miechach powietrznych, wspomaganych przez amortyzatory teleskopowe i stabilizatory przechyłu. Rozwiązania takie stosunkowo rzadko spotykane były w małych autobusach i czyniły Jelcza autobusem komfortowym. Koła przednie wyposażono w sterowane pneumatycznie hamulce tarczowe, natomiast tylne otrzymały mechanizm bębnowy. Ponadto autobus otrzymał awaryjny hamulec membranowo – sprężynowy.
Konstrukcję pojazdu stanowił spawany z zamkniętych profili stalowych szkielet, połączony z ramą kratownicową. Ściany przednią oraz tylną wykonano z laminatów i umocowano do szkieletu metodą klejenia. Natomiast ściany boczne – z blachy ocynkowanej – przytwierdzono poprzez nitowanie i zgrzewanie. Klapy boczne wykonane zostały z blachy aluminiowej. Szyby boczne oraz tylne wklejono do szkieletu, natomiast szybę przednią umieszczono w uszczelce.
Podłoga, wykonana ze sklejki wodoodpornej, pokryta została specjalną wykładziną antypoślizgową. Ściany boczne wykończono płytami unilam. W pojeździe zastosowano wodne ogrzewanie, które odbywało się poprzez niezależny agregat grzewczy oraz pobieranie ciepła z obiegu chłodzącego silnika. Wentylację zapewniały przesuwne górne partie szyb bocznych oraz dwie przesuwne pokrywy dachowe.
Wznios podłogi we wnętrzu przyjął wartość 750 mm, a wymianę pasażerów zapewniały dwie pary drzwi, sterowanych pneumatycznie i otwieranych do wewnątrz, umieszczonych w układzie 1-2-0.
Jelcz M070 posiadał długość 7200 mm i szerokość 2400 mm. Mógł pomieścić 47 pasażerów, w tym 19 na twardych fotelach Astromal. Wyposażenie obejmowało elektroniczne wyświetlacze zewnętrzne oraz jeden wewnętrzny.
Prototyp odbył jazdy testowe na ulicach Jeleniej Góry. Nie podjęto jednak decyzji o jego produkcji seryjnej, ponieważ cena była zbyt wysoka w porównaniu do cen autobusów o większej pojemności.
Obecnie autobus stoi nieużywany na parkingu przy ulicy Sikorskiego w Olsztynie.